# Alipumilio
Alipumilio là một chi ruồi trong họ Syrphidae.